# El Independiente
El Independiente, va ser una publicació setmanal en castellà editada a Igualada entre els anys 1910 i 1916, òrgan de la política Godó.

## Descripció
Portava el subtítol Defensor de los intereses de Igualada y su comarca.
La redacció i l'administració va anar variant. Els primers números era al carrer de Sant Magí, núm. 3; a partir del núm. 43, va ser al carrer de Custiol, núm. 22; i des del núm. 75, al carrer del Teatre, núm. 7. S'imprimia al taller de Montserrat Puget. Tenia quatre pàgines i tres columnes, amb un format de 44 x 32 cm.
El primer número va sortir el 19 de juny de 1910 i el darrer, el 309, el 2 d'abril de 1916.
La capçalera portava una il·lustració de Josep Galtés i Cardús, amb un nen i l'escut d'Igualada.

## Continguts
Era un periòdic conservador que donava informació de temes locals i comarcals. En l'article del primer número titulat “Nuestro programa” deien que s'adreçaven a persones que sólo anhelen la cultura y la prosperidad..., que desean acertadas medidas de gobierno y una administración pública honrada y activa, prenda segura de bienestar material, de paz y de concordia.
En el núm. 308 va donar suport a la candidatura de Joan Godó Llucià per a les eleccions de diputats a les Corts. En el número següent afirmen que el Sr. Godó víctima de infundados recelos, de concupiscencias denigrantes y que hasta con violencias extremadas de una manera más o menos velada ha sido amenazado... ha renunciado a presentar su candidatura. Més endavant diuen, sentimos darles un triste ¡adiós! Ya que éstes es el último número que publicamos. El anarquismo desgraciadamente avanza ¡Pobre distrito de Igualada que va a quedar en manos del socialismo imperante!.
El director va ser Lluís Gener. La majoria dels articles van sense signar, però n'hi ha de Francesc de P. Folch, Josep Mas i Joan Serra Mercader.

## Localització
- Biblioteca Central d'Igualada. Plaça de Cal Font. Igualada.